# Hatti Dean

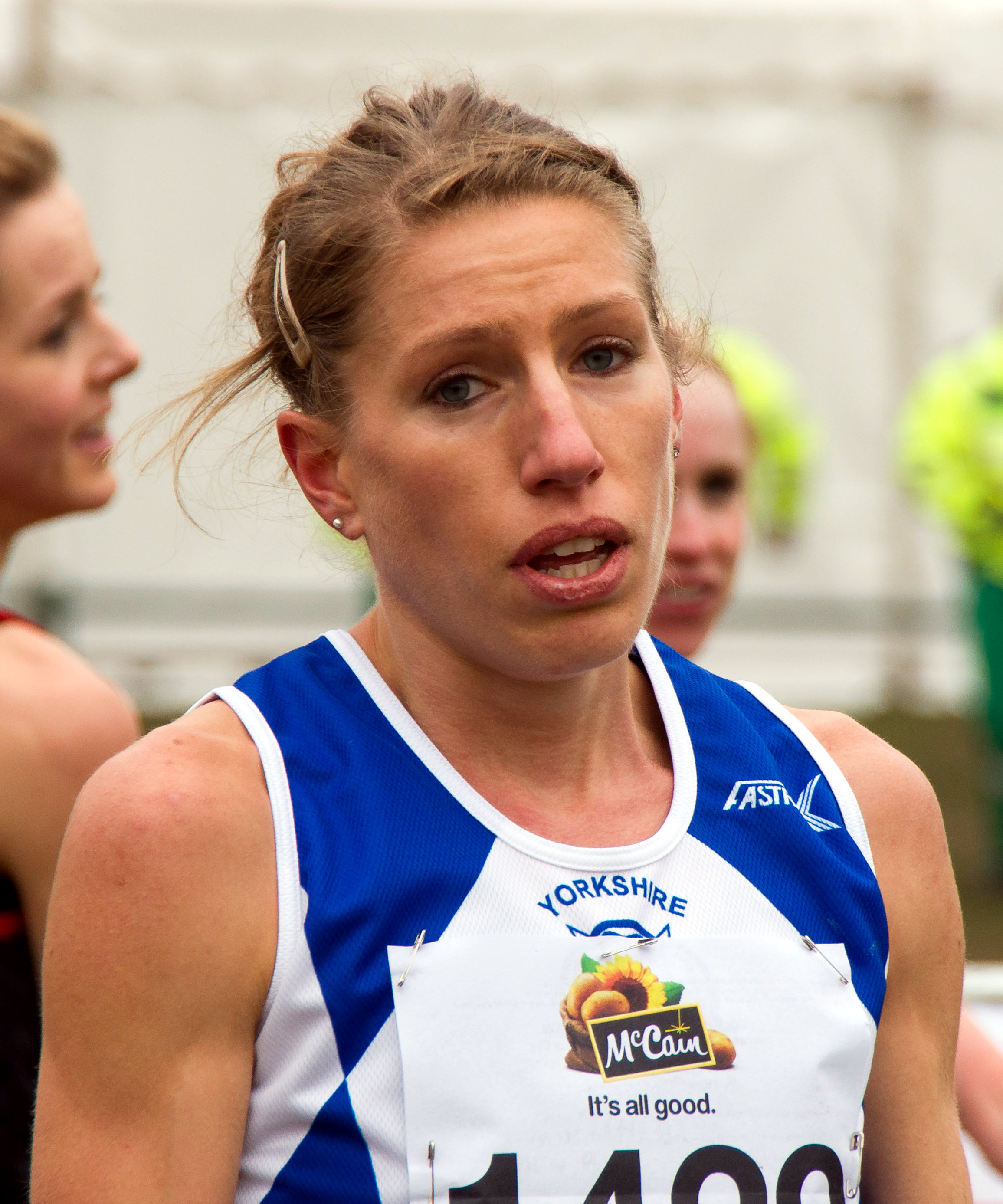
Hatti Archer 2011

Hatti Archer, geb. Dean, (* 2. Februar 1982 in Oxford) ist eine britische Hindernis- und Langstreckenläuferin.
Bei den Leichtathletik-Europameisterschaften 2006 in Göteborg und bei den Leichtathletik-Weltmeisterschaften 2007 in Osaka schied sie über 3000 m Hindernis im Vorlauf aus.
2008 wurde sie Achte bei den Crosslauf-Europameisterschaften in Brüssel und gewann mit der Mannschaft Silber. Sie qualifizierte sich für die Olympischen Spiele in Peking, musste aber wegen einer Stressfraktur auf einen Start verzichten.
2009 wurde sie englische Meisterin im Crosslauf. Im Jahr darauf wurde sie über 3000 m Hindernis Dritte bei den Europameisterschaften in Barcelona, nachdem die Spanierin Marta Domínguez ihren zweiten Platz wegen Dopings aberkannt bekommen hatte. Bei den Crosslauf-Europameisterschaften 2010 in Albufeira wurde sie Siebte, holte mit der Mannschaft aber erneut Silber.
Viermal nahm sie bislang an Crosslauf-Weltmeisterschaften teil, mit einem 15. Rang 2007 in Mombasa als bester Platzierung.
Hatti Archer wird von Bud Baldaro trainiert und startet für die Hallamshire Harriers.

## Persönliche Bestzeiten
- 1500 m: 4:16,57 min, 27. Juli 2007, Manchester
- 3000 m: 8:58,77 min, 3. August 2007, London
- 10.000 m: 33:31,76 min, 6. Juni 2009, Ribeira Brava
- 2000 m Hindernis: 6:30,8 min, 13. Mai 2007, Cudworth
- 3000 m Hindernis: 9:30,19 min, 30. Juli 2010, Barcelona